# Drosophila taekjuni
Drosophila taekjuni este o specie de muște din genul Drosophila, familia Drosophilidae, descrisă de Kim și Joo în anul 2002. Conform Catalogue of Life specia Drosophila taekjuni nu are subspecii cunoscute.